# Fernsehsendung
Eine Fernsehsendung ist eine Sendung, die von öffentlich-rechtlichen, privaten oder staatlichen Rundfunkveranstaltern oder Filmproduktionsgesellschaften für das Fernsehen produziert und über terrestrische Sendeanlagen, Satellit, Kabel oder Livestream verbreitet wird. 

## Allgemeines
Die Fernsehsendung ist ein Bestandteil des gesamten Fernsehprogramms. Da es sich bei Fernsehsendungen oft um regelmäßige Ereignisse wie Nachrichten, Wetterberichte oder Serien wie Tatort handelt, liegen für die einzelnen Veranstalter Programmschemata vor, aus denen hervorgeht, wann bestimmte Sendungen angeboten werden. Sie bilden die feste Struktur, in welche das übrige Fernsehprogramm eingeordnet wird.

## Geschichte
Die ersten regelmäßigen Fernsehsendungen gab es ab 11. Mai 1928 im US-Bundesstaat New York. Hier strahlte der Sender WGY in Schenectady ein Programm mit regulärem Zeitplan aus, das jeweils dienstags, donnerstags und freitags von 13:30 Uhr bis 14:00 Uhr lief. Noch im Versuchsstadium strahlte 1929 die BBC die erste Fernsehsendung aus. Ihre regelmäßigen Sendungen starteten erst am 22. August 1936. 
In Deutschland begann die Programmsprecherin Ursula Patzschke-Beutel am 22. März 1935 ihre Ansage mit den Worten: „Achtung, Achtung! Fernsehsender Paul Nipkow. Wir begrüßen alle Volksgenossen und Volksgenossinnen in den Fernsehstuben Großberlins mit dem deutschen Gruß „Heil Hitler!“.“ Es folgte das erste regelmäßige Fernsehprogramm der Welt live über den Fernsehsender Paul Nipkow in Berlin. Der Betrieb war anfangs auf etwa zwei abendliche Stunden an drei Wochentagen beschränkt.
Als älteste, noch im Programm befindliche Sendung gilt Meet the Press, 1945 im Radio gestartet und im November 1947 von der NBC ins Fernsehen übernommen. Die Tagesschau begann am 26. Dezember 1952 und ist damit die älteste Fernsehsendung Deutschlands; erst seit dem 1. Oktober 1956 wird sie täglich ausgestrahlt.

## Art der Fernsehsendung
Fernsehsendungen können live, das heißt fast gleichzeitig mit der Aufnahme der Bilder, oder zeitversetzt durch Bildträger (Videotechnik oder Film) aufgezeichnet übertragen werden. Live-Sendungen sind meist die täglichen Nachrichtensendungen, Shows oder Sportveranstaltungen. Die meisten anderen Sendungen werden vorher aufgezeichnet und später gesendet.

## Genres
Fernsehsendungen lassen sich in folgende Genres aufteilen, die in vielen Fällen vom Hörfunk übernommen wurden:
- Call-in-Gewinnspiel
- Dokumentation
  - Dokumentarfilm
  - Doku-Drama (Mischung aus Dokumentar- und Spielfilm)
  - Doku-Soap
- Fernsehfilm
  - Fernsehdrama
- Fernsehmagazin
- Fernsehserie
  - Familienserie
- Fernsehshow
  - Castingshow
  - Panel-Show
  - Samstagabendshow
  - Spielshow
    - Quizsendung

  - Talkshow
    - Late-Night-Shows
- Fernsehspiel
- Gerichtssendung
- Informationssendung
- Jugendserie
- Kabarettsendung, siehe Kabarett / Satiresendung
- Kinderserie
- Kochsendung
- Kriminalserie
- Kultursendung, s. Kulturjournalismus
- Literaturverfilmung
- Musiksendung
  - Konzertaufzeichnungen von klassischen Konzerten, Jazz-Konzerten, Schlager-Konzerten, Pop- und Rock-Konzerten u. ä.
- Nachrichten
- Politmagazin
- Rankingshow
- Ratgebersendung, s. Ratgeberjournalismus
- Reality-TV (z. B. Big Brother)
  - Doku-Soaps (Reality-Soaps), dokumentarfilmähnliche Serien des Alltags ohne professionelle Schauspieler und geringem journalistischem Anteil
- Reportage
- Seifenoper
- Sitcom
- Sketch-Show, siehe Sketch
- Spielfilm
- Sportberichterstattung
- Telenovela
- Tierfilm
- Theater-Aufführungen, Opern etc.
- Wirtschaftsmagazin
- Wissenschaftsmagazin, s. Wissenschaftsjournalismus